# Granitzhaus

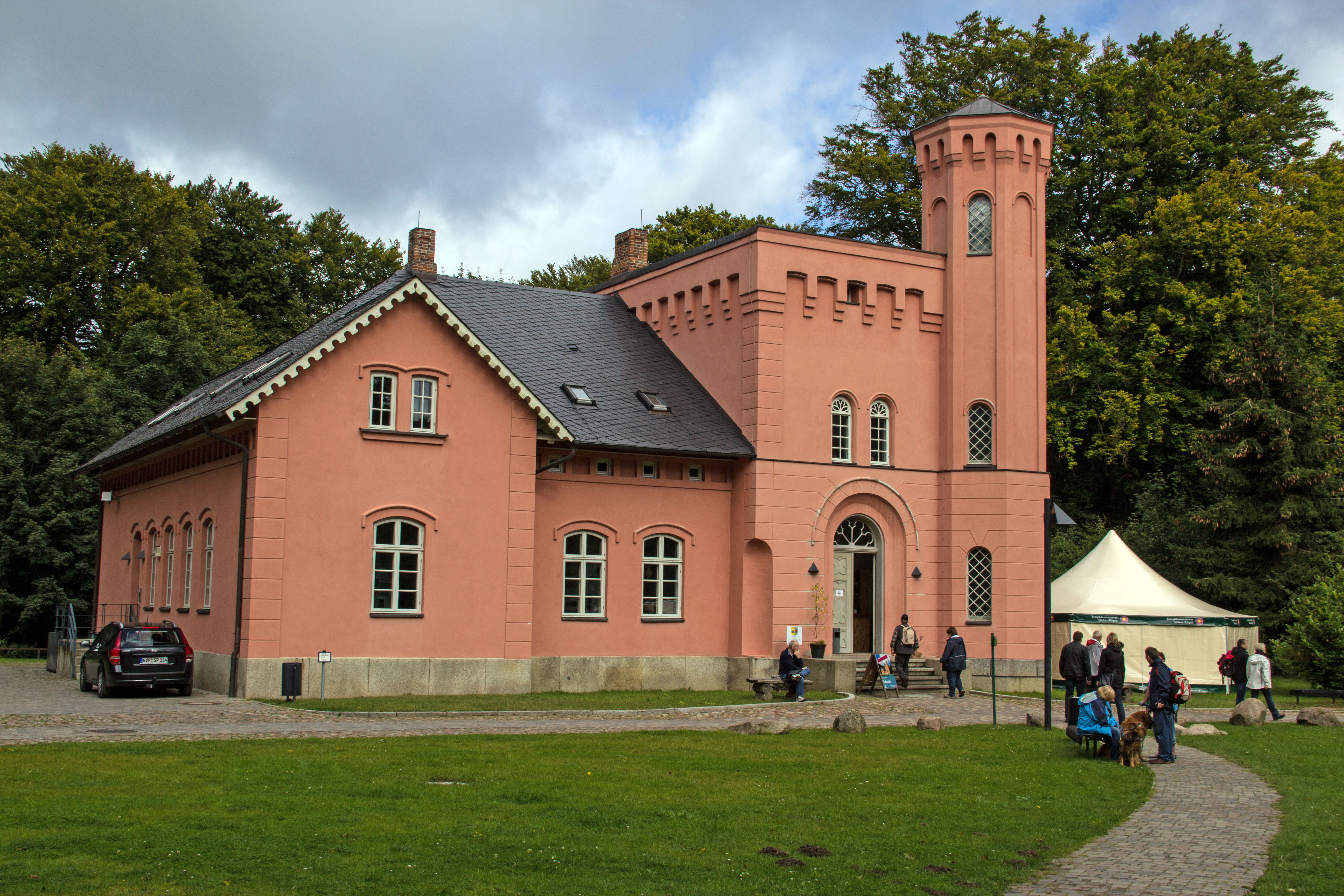
Granitzhaus am Jagdschloss Granitz bei Binz auf Rügen

Das Granitzhaus auf der Insel Rügen ist ein ehemaliges Forst- und Gasthaus von 1901, welches heute das Informationszentrum für das Biosphärenreservat Südost-Rügen beherbergt. Es steht direkt gegenüber dem Jagdschloss Granitz nahe Binz.
1726 ließ der damalige Fürst zu Putbus Moritz Ulrich I. ein Jagdhaus auf dem freien Platz vor dem heutigen Granitzhaus errichten. Dieses bestand aus einem Haupthaus und zwei seitlichen Pavillons. Vier geweihte Hirschköpfe an der Vorderfront des Haupthauses wiesen auf den Zweck des Gebäudes hin: die Jagd. Im Haupthaus nahm die fürstliche Jagdgesellschaft während der Jagdzeit jeweils Quartier.
Auf dem Haus gegenüberliegenden Fürstenberg (heute steht dort das Jagdschloss Granitz) ließ Moritz Ulrich I. einen achteckigen Turm errichten, aus dem ein weiter Blick über die Granitz möglich war. Wahrscheinlich wegen des pyramidenartigen Dachs wurde das Haus auch „Tempel“ und der Berg fortan „Tempelberg“ genannt. Der Tempel wurde 1810 wegen Baufälligkeit abgebrochen, an seiner Stelle ließ Fürst Wilhelm Malte I. zu Putbus 1836 bis 1846 das Jagdschloss bauen.
Nach Fertigstellung des Schlosses wurde das alte Granitzhaus zur Försterwohnung. Zwischen 1852 und 1853 wurde das Haus abgerissen und ein Forst- und Gasthaus errichtet, das „Gasthaus Granitz“. Die Försterei wurde allerdings bereits 1891 aus dem Haus nach Blieschow verlegt und der Restaurant- und Pensionsbetrieb im Gasthaus konnte erweitert werden. Dazu wurde es 1901 komplett neu eingerichtet.
Ab 1952 beherbergte das Haus die Station der „Jungen Touristen“, einer Arbeitsgemeinschaft der Pionierorganisation Ernst Thälmann. Von 1990 bis 1996 diente das Haus als Landschulheim.
Seit 1998 ist das Land Mecklenburg-Vorpommern Besitzer des Hauses und ließ es 2003 bis 2004 umfassend sanieren.
Seit dem 8. April 2004 ist im Granitzhaus die Informationsstelle des Biosphärenreservats Südost-Rügen untergebracht.